# Čtyřiatřicátý dodatek irské ústavy (manželská rovnost), 2015

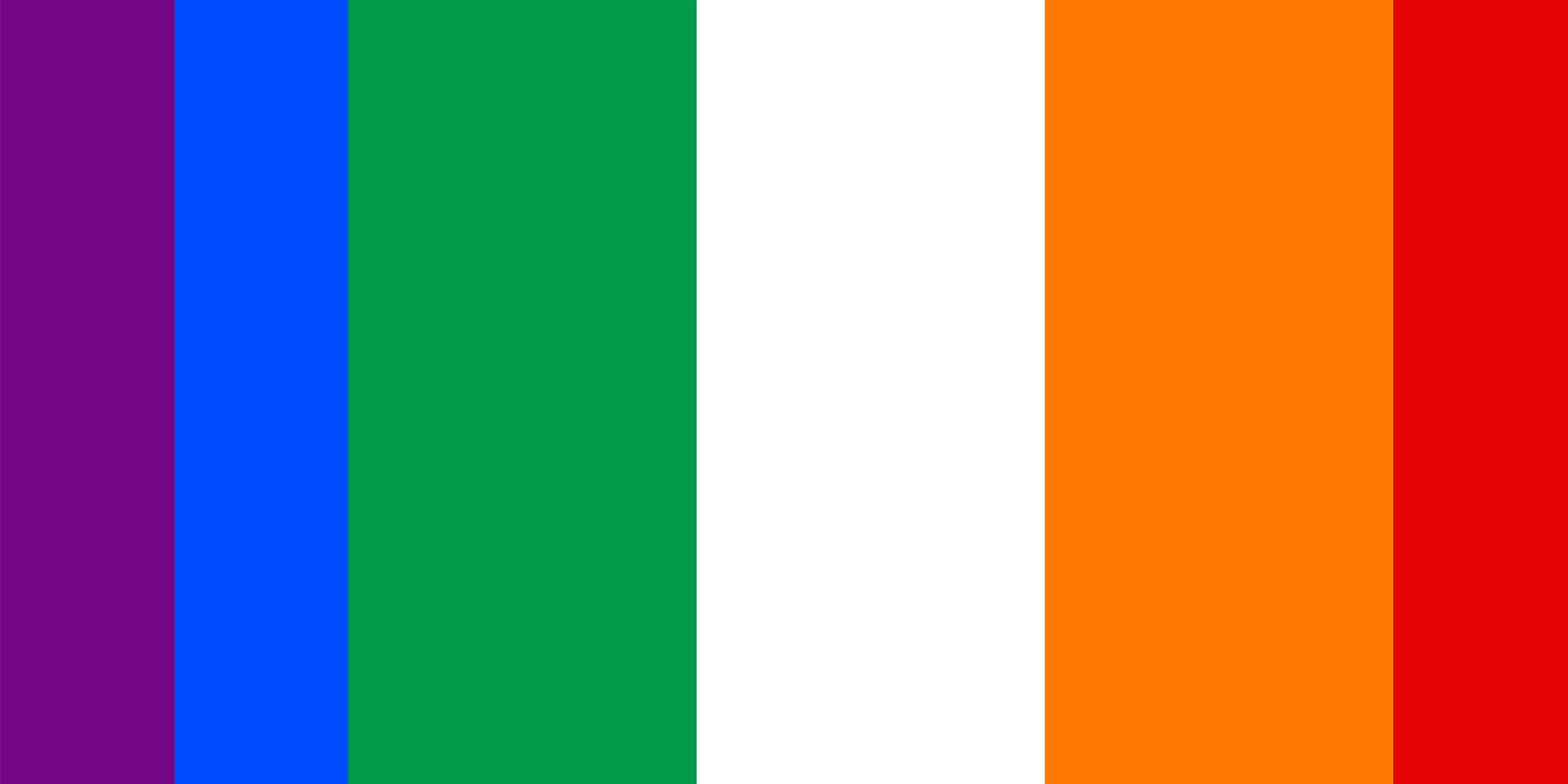
Neoficiální irská vlajka s duhovým motivem

Čtyřiatřicátý dodatek představuje sérii několika změn irské ústavy, jejichž účelem bylo zpřístupnění institutu manželství párům stejného pohlaví. Před jeho přijetím obsahovala irská ústava nepřímý zákaz stejnopohlavního manželství. Její čtyřiatřicátý dodatek (manželská rovnost) 2015 (předtím návrh č. 6/2015) byl odsouhlasen v referendu konaném dne 22. května 2015. Zúčastnilo se jej 61 % oprávněných voličů, z nichž 62 % se vyslovilo pro přijetí. Jedná se o první případ legalizace stejnopohlavního manželství prostřednictvím plebiscitu. Výsledek referenda byl napaden dvěma žalobami, které pak následně 30. července téhož roku zamítl odvolací soud. Nový zákon podepsal prezident 29. srpna. Nová ústava znamenala i změnu manželského zákona, který umožnil homosexuálním párům uzavírat sňatky. První svatba se konala 16. listopadu 2015.

## Změny textu
Ústavní dodatek znamenal přijetí nové sekce 4 článku 41 Ústavy Irské republiky. Její znění je následující:
| „ | 4. Manželství je trvalý svazek dvou osob založený právním způsobem a za jejich vzájemného souhlasu. Pohlaví jedinců nehraje žádnou roli a nesmí být překážkou pro vstup do manželství. | “ |

Anglický text:
| „ | 4. Marriage may be contracted in accordance with law by two persons without distinction as to their sex. | “ |

Irský text:
| „ | 4. Féadfaidh beirt, gan beann ar a ngnéas, conradh pósta a dhéanamh de réir dlí. | “ |

Irská i anglická verze textu je stejná. V případě konfliktu má irský text přednost.

### Původní irská formulace
Irský text ústavy byl v prvním čtení následující:
| „ | 4. Féadfaidh beirt, cibé acu is fir nó mná iad, conradh a dhéanamh i leith pósadh de réir dlí. | “ |

Novinář Bruce Arnold argumentoval proti návrhu ve dvou článcích publikovaných v The Irish Times. V jednom z nich se zaměřil na problematiku v irském znění. Arnold vyčítal irskému textu, že hovoří pouze o homosexuálních párech, čímž prohlašuje heterosexuální manželství za nepřípustné. Vládní zdroje se ke kontroverzním termínům, na něž upozornil Arnold ("beirt" a "cibé acu is fir nó mná"), vyjádřili tak, že se jich běžně užívá i v jiných částech ústavy. Odborná veřejnost a akademici se Arnoldově striktně konstruktionistické interpretaci vysmáli s tím, že je absurdní si myslet, že zrušení heteronormativně chápaného manželství musí automaticky znamenat jeho úplný zákaz. I tak byl ale irský text předmětem kritiky z různých stran pro jeho zpochybňování některých ustanovení. Premiér Enda Kenny oznámil 10. března 2015, že takovou změnu lze udělat. Ministryně spravedlnosti a rovných příležitostí Frances Fitzgeraldová postoupila změnu dolní komoře následující den.

## Pozadí
Katherine Zapponeová a Ann Louise Gilliganová neuspěly u soudního sporu před Nejvyšším soudem, když se dožadovaly uznání manželství uzavřeného v Kanadě ze strany irského státu. Zákon o registrovaném partnerství a právech a povinnostech vyplývajících ze soužití 2010 zlegalizoval registrované partnerství. Po všeobecných irských volbách 2011 sestavily strany Fine Gael a Labouristé novou vládní koalici, jejíž program zahrnoval několik ústavních novel vedoucích k průlomovým změnám ve společnosti, včetně legalizace stejnopohlavních sňatků. Plánované změny byly považovány za kontroverzní, a proto se v květnu 2013 vydalo doporučení, že do definice manželství by namísto vlády měl zasahovat raději lid. Na tuto zprávu formálně předloženou v červenci odpověděla irská vláda v prosinci téhož roku, tak že by se takové referendum mělo konat ne později než v polovině roku 2015. Všechny novely irské ústavy musí být odsouhlaseny v lidovém hlasování předtím, než se stanou součástí právního řádu.
Někteří právníci se k tématu vyjádřili tak, že zpřístupnění manželství stejnopohlavním párům nemusí znamenat ústavní změnu, a že jej lze dosáhnout i přijetím běžného podpůrného zákona. Tehdejší ministr Shatter v listopadu 2013 s tímto nesouhlasil, neboť bylo v irském právu zaznamenáno několik "precedentů" vedoucích k manželství založeném na trvalém svazku jednoho muže a jedné ženy.
V lednu 2015 bylo znění navržené novely odsouhlasené na zvláštní schůzi vlády a publikované v tisku. Za sepsání návrhu a jeho čtení v Dáilu se výrazně podílela ministryně spravedlnosti a rovných příležitostí Frances Fitzgeraldová.
Separátní zákon o dětech a rodině (Children and Family Relationships Act 2015) byl novelizován v dubnu 2015. Jeho součástí byly adopční práva stejnopohlavních párů. Předtím si mohl svobodný/á gay/lesba, nebo jeden z registrovaných partnerů osvojit dítě, ale společné osvojení možné nebylo. Obecné schéma návrhu bylo publikované pro účely diskuse v lednu 2014 a 12. března 2015 jej schválil Dáil a 30. března Seanad. Prezidentský podpis získal 6. dubna. Od prosince 2015 nemohla být tato legislativa považovaná za platnou.

## Referendum
Dvě souběžná referenda se konala 22. května 2015. Jedno se týkalo změny definice a manželství a druhé přijetí pětatřicáté novely ústavy snižující věk pro prezidentskou kandidaturu. Pro odsouhlasení stačila v referendu prostá většina hlasujících "ANO". Ten samý den se konaly dodatečné volby do Dáilu.
Podle volební komise měl kladný výsledek referenda znamenat přijetí následujících změn:
- Dva lidé opačného nebo stejného pohlaví mají mít stejné právo uzavřít manželství.
- Veškeré související zákony, které kodifikují manželství, musí být kompatibilní s výše uvedeným.
- Ústavní status manželství musí zůstat nezměněn.
- Manželství mezi dvěma osobami stejného pohlaví musí mít v souladu s ústavou absolutně stejný status jako manželství mezi mužem a ženou.
- Páry různého i stejného pohlaví, které uzavřou manželství, mají status rodiny a přísluší jim zvláštní ochrana ze strany státu.

## Debaty

### Parlamentní debaty
Čtyřiatřicátý návrh novely irské ústavy (manželská rovnost) 2015 byl předmětem diskusí v Dáilu 10. a 11. března 2015. Několik poslanců z různých stran bylo pro. Pouze jeden mluvčí opozice bez politické příslušnosti Mattie McCrath byl proti. Návrh přijal Dáil prakticky jednomyslně. Následně 25. a 27. března byl návrh postoupen Seanadu, který hlasoval souběžně ještě o několika novelách, z nichž všechny zamítnul, vyjma tohoto návrhu, který přijal v poměru hlasů 29:3. Mezi podporovateli byla senátorka Katherine Zapponeová. Proti byli senátoři Rónán Mullen, Jim Walsh a Feargal Quinn. Opozice novely byla taktéž podporována senátorkou Fidelmou Healy Eamesovou.

### Organizace

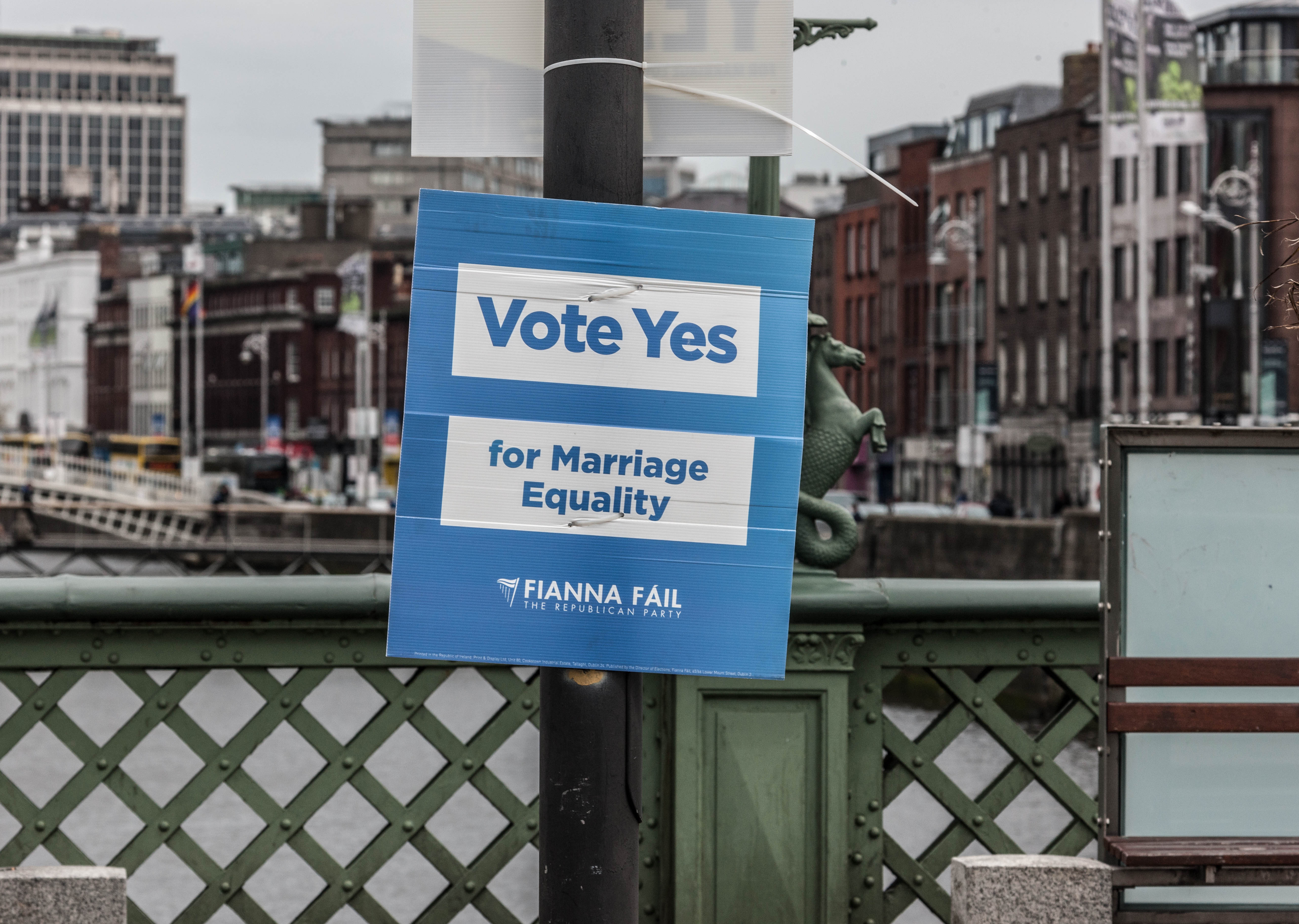
Plakát Fianna Fáil vyzývající k hlasování pro přijetí novely

#### Politické strany
Všechny čtyři zastoupené politické strany v Dáilu návrh podporovaly; vládnoucí Fine Gael a Labouristé, opoziční Fianna Fáil a Sinn Féin. Členové Zelené strany, Aliance proti úsporám, Aliance lidu proti profitování a nezávislí byli podle zpráv taktéž pro přijetí ústavní novely. "Ano rovnosti" je kampaň zaštítěná Gay and Lesbian Equality Network (GLEN), Irskou radou pro občanské svobody a Manželskou rovností.

#### Náboženské obce
Irské náboženské obce zaujímaly oficiálně k referendu buď neutrální, nebo odmítavý přístup. Konference irských katolických biskupů odmítala stejnopohlavní manželství a stála za rozesláním anti-referendové kampaně všem farnostem. V únoru 2015 vydala Irská metodistická církev prohlášení na podporu tradičního manželství mezi mužem a ženou. V dubnu 2015 vydalo shromáždění několika denominací leták vyzývající k hlasování "Ne". Dva biskupové (jeden z římskokatolické a druhý z irské církve) a ministři a laičtí členové metodistů, presbyteriánů, včetně několika letničních církví se podíleli na výrobě a distribuci propagačních materiálů. 22. dubna 2015, představitelé Irské presbyteriánské církve vydaly prohlášení s hlasováním proti. Argumentovali tím, že kladný výsledek manželského referenda znamená porušování přirozených práv dětí a rodičů, kteří o ně pečují. Institut Iona, přední katolicky zaměřený think thank, taktéž odmítal přijetí novely. Nicméně v únoru 2015 se Irská církev rozhodla své stanovisko přehodnotit a k referendu zaujalo neutrální přístup. Své členy pouze vyzvala k tomu, aby hlasovali podle svého svědomí. Dva irští biskupové vyzývali k hlasování pro. Podobně se k referendu postavili i irští muslimové. Ti 17. dubna prohlásili, že: "Jako muslimové věříme v rovnost a inkluzivitu. Diskriminace nemůže mít žádné reálné opodstatnění. Lidé mají být humanizováni, nikoli dehumanizováni. Islámská tradici učí nenávidět hřích, ale nikoli hříšníka. Postoj některých muslimů k homosexuálům je neslučitelný s duchem soucitu a laskavostí v islámu. Irská ústava garantuje všem Irům svobodu vyznání a pro muslimy je 22. květen 2015 významným datem, neboť vyzkouší jejich právo přát jiným." Petice iniciovaná několika náboženskými skupinami, včetně Irského islámského kulturního centra, Irskou radou imámů a Reformovanými presbyteriány požadovala 15. dubna přijetí ustanovení o "výhradě svědomí", která by umožňovala diskriminaci homosexuálních párů v přístupu ke zboží a službám. Vláda rozhodla zcela jasně s respektem k lidovému hlasování uskutečněném 22. května. Otázka je zcela jasná a odpověď na ní odráží jeho postoj. Pokud se na to cítí připraven a já doufám, že ano, pak se zlegalizují občanské sňatky bez ohledu na sexuální orientaci," tak odpověděl na petiční požadavek irský premiér Enda Kenny. Jediným předmětem celého referenda je rovnost garantovaná ústavou. Vše ostatní je pouze okrajové, tak odpověděl ministr pro veřejné výdaje a reformy Brendan Howlin.
Našly se ale také i přidružené náboženské skupiny, které byly pro kladný výsledek referenda. V lednu 2015 LGBT skupina Irské církve Changing Attitude Ireland uvítala publikaci slov Referenda za manželskou rovnost. Dr. Richard O'Leary, předseda organizace řekl, že manželství by mělo být přístupné všem párům bez ohledu na jejich pohlaví stejně jako je občanský sňatek možné uzavírat bez ohledu na rasu nebo náboženské vyznání snoubenců. 7. května se konala debata Changing Attitude Ireland, kde bývalý dublinský arcijáhen Gordon Linney řekl: "22. května dostane irský lid jedinečnou příležitost konečně světu ukázat, že si váží své gay komunity takové, jaká je. Vítáme mezi námi každého, kdo se chce plně začlenit do společnosti, a uznáváme každého, kdo se neštítí života ve stabilním svazku, a přejeme si, aby se těmto svazkům mohlo říkat manželství. Manželství je občanská smlouva. Žádná církev není oprávněná se vměšovat do jakéhokoli vztahu, pokud si to daní lidé nepřejí."

#### Postoj firem
Mnoho firem volalo pro přijetí referenda. 16. dubna byla spuštěná kampaň Business for Yes Equality, do níž se zapojilo několik nadnárodních společností, včetně Twitteru, eBay, PayPal a 150 irských mezinárodních i lokálních firem. Jak tak koukám tak celý případ má tři klíčové elementy. Prvním je, že lidé dosahují z dlouhodobého hlediska lepších výsledků, pokud si nemusí přetvařovat. Druhým, že osobní talent přitahuje lidi k organizacím, který demonstrují uznání diverzity, inkluzivity a rovnosti. Třetím a posledním, že Irsko má mezinárodní reputaci dobrého místa pro obchod. A hlasování "Ano" toto jenom potvrdí," napsal na svém twitterovém účtu Stephen McIntyre., MD of Twitter in Ireland, said "As I see it, this case has three key elements. First, people perform better in the long run when they can be themselves. Second, talent is attracted to organisations which demonstrate an appreciation for diversity, inclusiveness and equality. Finally, Ireland’s international reputation as a good place to do business will be enhanced by a Yes vote." Martin Shanahan, ředitel Úřadu pro rozvoj průmyslu, vyzval 1. května k hlasování pro se slovy: "Vhozením kladného hlasovacího lístku 22. května ukážete obchodnímu světu, že je Irsko otevřeně, inkluzivní a otevřené diverzitě. Z mezinárodního hlediska se jenom potvrdí jeho dobré postavení. Svá slova doplnil tím, že naopak negativní výsledek by měl z hlediska mezinárodních vztahů neblahé následky.
Taktéž se 1. května přidal ke kampani za hlasování "pro" i Irský kongres odborů a pustil vlastní kampaň s názvem "Odbory za rovnost občanských sňatků". I další odborové svazy a asociace zaměstnaneckých reprezentantů podporovali hlasování pro, včetně Garda Representative Associagtion, Mandate a největších irských odborářů SIPTU.
7. května oznámil výkonný ředitel eBAy, že společnost podpoří hlasování pro. Řekl, že její pozice podpory rovného manželství je "dobrá věc", která navíc pomáhá jeho firmu zatraktivnit na pracovním trhu, neboť zachovává a rozvijí lidská práva.

#### Jiné organizace
Referendum bylo podporované i jinými skupinami, včetně koalice několika center péče o děti s názvem "Belong to Yes". Jednalo se o sdružené organizace, mezi něž patřila Irská společnost pro prevenci násilí na dětech, Barnardo's, Foróige, Youth Work Ireland, Centra pro práva přistěhovalců, Headstrong, Yes Equality, Aliance za práva dětí, Pavee Point, EPIC a National Youth Council of Ireland. Mluvčí uskupení Fergus Finlay uvedl mezi důvody, proč se všichni společně rozhodli podpořit kladný výsledek referenda, fakt, že kampaně za negativní výsledek používají děti jako svůj protiargument, neboť veškeré výzvy k hlasování "proti" obsahují obrázek s dítětem a se sloganem "každé dítě potřebuje matku a otce". Ke kampani se Finlay vyjádřil takto: „Vnímám ji jako hrubou urážkou všech těch tisíců osamělých rodičů, kteří o své děti pečují s láskou, a kterých není po celém Irsku jako po šafránu. Taková zpráva je podpásová, zraňující a bezohledná! Každé dítě potřebuje lásku, respekt a bezpečí. A toto všechno jsou jim povinní poskytovat dva rodiče jak rodiče různého, tak i stejného pohlaví, anebo i jenom jeden rodič." Unie irských studentů, vedená Laurou Harmonovou, spustila v lednu na svých webových stránkách výzvu k hlasování pro s názvem "Studenti za manželskou rovnost (Students for Marriage Equality) - voteforlove.ie. Amnesty International vyzýval k podpoře referenda se slovy "Přepište dějiny!". Jejich propagační materiál si mohly 22. března 2015 přečíst tisíce lidí, neboť sál před vchodem do General Post Office v Dublinu. Mezi mluvčími byli Colm O'Gorman, Pat Carey, Sabina Brennanová, Gavin Brennan a Grace Dyasová.
5. května spustil Liam Doran, generální tajemník Irských sester a porodních asistentek a Kierean Ryan, výkonný ředitel Irish College of General Practitioners, kampaň "Ano pro zdraví (Yes for Health)". Při zahájení kampaně řekl ministr zdravotnictví Leo Varadkar, že negativní výsledek by znamenal velký krok zpět, a že by měl nedozírné následky pro duševní zdraví členů LGBT komunity. Následující den se ke kampani připojila Národní rada irských žen. K nim se přidružily také reprezentanti několika ženských skupin, včetně Irish Feminist Network, Digi Women a Association of Childcare Professionals. 7. května oznámila podporu hlasování pro i Law Society of Ireland. Ken Murphy, generální ředitel, řekl že by se společnost měla postavit k manželské rovnosti jako k základní lidskoprávní agendě. Rozhodnutí následovala zpráva z komise pro základní práva společnosti, která došla k závěru, že registrované partnerství obsahuje 160 právních nedostatků, které jej činí v porovnání s manželstvím, diskriminačním.
Našly se i skupiny zaujímající k referendu opozici. 18. května se Mothers and Fathers Matter, vzniklá v r. 2014 v reakci na přijetí novely zákona o dětech a rodině, rozhodla spustit kampaň proti referendu. Firt Families Firts, skupina tří lidí vedená aktivistkou za práva dětí a postižených Kathy Sinnottovou a aktivistou za práva otců Johnem Watersem se ke kampani za hlasování "ne" připojila 1. května. 7. května se přidala skupina s názvem StandUp4Marriage. Jejím zakladatelem byl senátor Jim Walsch. Iniciativa má málo příznivců, neboť se většina odpůrců referenda bojí veřejně mluvit," tak se Jim Walsh vyjádřil k "nízké" podpoře tradičního manželství.

#### Dohlížitelé
Následující organizace registrované jako dohlížitelé měly monitorovat korespondenční hlasování i interní hlasování: Strana křesťanské solidarity, Marriage Equality, Yes Equality Cork, Strana zelených, Mothers and Fathers Matter, Fiana Fáil, Labouristé, BeLonG to Youth Services, Irish Council for Civil Liberties, GLEN Campaign for Marriage, National LGBT Federation, Sinn Féin a Fine Gael.

### Média
Televize a rozhlas mají ve své povinnosti se stavět k referendu objektivně. Nicméně Broadcasting Authority of Ireland (BAI) zaznamenal několik stížností, pro údajné nadržování podporovatelům referenda ze strany několika nezávislých moderátorů a televizních kanálů. V říjnu 2015 BAI tyto stížnosti odmítl.

### Předvolební výsledky
| Datum publikace   | Nezahrnuje | Nezahrnuje | Zahrnuje | Zahrnuje | Zahrnuje | Odpovědná organizace  | Zveřejněno                            | Reference            |
| Datum publikace   | Ano (%)    | Ne (%)     | Ano (%)  | Ne (%)   | Jiné (%) | Odpovědná organizace  | Zveřejněno                            | Reference            |
| ----------------- | ---------- | ---------- | -------- | -------- | -------- | --------------------- | ------------------------------------- | -------------------- |
| 17. května 2015   | 73         | 27         | 69       | 25       | 6        | Red C                 | The Sunday Business Post              | [ 71 ] [ 72 ] [ 73 ] |
| 17. května 2015   | 71         | 29         | 63       | 26       | 11       | Behaviour & Attitudes | The Sunday Times                      | [ 72 ] [ 74 ]        |
| 17. května 2015   | 69         | 31         | 53       | 24       | 23       | Millward Brown        | Sunday Independent                    | [ 75 ] [ 76 ]        |
| 16. května 2015   | 70         | 30         | 58       | 25       | 17       | Ipsos MRBI            | The Irish Times                       | [ 77 ]               |
| 7. května 2015    | —          | —          | 78       | 16       | 6        | Amárach Research      | RTÉ – Claire Byrne Live               | [ 45 ]               |
| 25. dubna 2015    | 78         | 22         | 72       | 20       | 8        | Red C                 | The Sunday Business Post              | [ 78 ] [ 79 ]        |
| 17. dubna 2015    | —          | —          | 77       | 14       | 9        | Amárach Research      | RTÉ – Claire Byrne Live               | [ 80 ]               |
| 27. března 2015   | 74         | 26         | —        | —        | —        | Ipsos MRBI            | The Irish Times                       | [ 81 ]               |
| 24. ledna 2015    | 77         | 22         | —        | —        | —        | Red C                 | The Sunday Business Post              | [ 82 ] [ 83 ]        |
| 8. prosince 2014  | 81         | 19         | 71       | 17       | 12       | Ipsos MRBI            | The Irish Times                       | [ 84 ]               |
| Říjen 2014        | 76         | 24         | —        | —        | —        | Ipsos MRBI            | The Irish Times                       | [ 84 ]               |
| Duben 2014        | 76         | 24         | 67       | 21       | 12       | Ipsos MRBI            | The Irish Times                       | [ 85 ]               |
| 20. února 2014    | 80         | 20         | 76       | 19       | 5        | Red C                 | The Sunday Business Post / Prime Time | [ 86 ] [ 87 ]        |
| 7. listopadu 2013 | 81         | 19         | 76       | 18       | 6        | Red C                 | Paddy Power                           | [ 88 ] [ 89 ]        |
| Listopad 2012     | 64         | 36         | 53       | 30       | 17       | Ipsos MRBI            | The Irish Times                       | [ 85 ]               |

Výzkum z roku 2014 ukázal větší podporu ze strany mladých voličů. Ve voličské základně Sinn Féin a Labouristů byla taktéž znatelná větší podpora, než u Fine Gael a Fianna Fáil.

## Výsledky
Sčítání volebních hlasů začalo 23. května ráno v 09:00 IST (08:00 UTC). První výsledky rychle začínaly čítat vítězství kampaně za hlasování ano. Ministr kultury tuto zprávu již v 8. minutě počítání zveřejnil v dublinském tisku. Klíčové osobnosti za hlasování ne, včetně Davida Quinna, začaly přiznávat porážku přibližně cca 10:00 ještě dlouho před sečtením všech volebních obvodů.
Vyšší podpora přijetí ústavní změny byla znatelná v hustěji zalidněných částech. Nejvyšší procento hlasování Ano bylo zaznamenáno v Dublinském hrabství, které spadá do první desítky většiny hlasujících ano ano' (po sečtení všech hlasů v tomto volebním obvodu byla zjištěná podpora u 71 % hlasujících) a do prvních 15 v Greater Dublin Area. Všechny městské obvody Corku se zařadily nad národním průměrem. Podobně dopadl i Limerick. Ačkoli se u Hrabství Donegal očekávalo, že bude většina hlasovat 'ne', tak se zařadilo mezi ostatní hrabství, kde měla ústavní změna většinovou podporu. Pouze v Hrabství Roscommon byl počet hlasujících "pro" přehlasován těsnou většinou 33 hlasujících "proti", čímž se stalo jediným volebním obvodem, kde většina hlasovala proti.
Celonárodní výsledky byly následující:

### Čtyřiatřicátý návrh novely irské ústavy (manželská rovnost) 2015

Irské manželské referendum podle hrabství. Poměr platných kladných hlasů:
72.5%–75%
70%–72.49%
67.5%–69.99%
65%–67.49%
62.5%–64.99%
60%–62.49%
57.5%–59.99%
55%–57.49%
52.5%–54.99%
50%–52.49%
48.58%

| Volba                      | Hlasovalo  | %          |
| -------------------------- | ---------- | ---------- |
| Ano                        | 1 201 607  | 62,07      |
| Ne                         | 734 300    | 37,93      |
| Platné hlasy               | 1 935 907  | 99,29      |
| Neplatné hlasy             | 13 818     | 0,71       |
| Celkový počet hlasů        | 1 949 725  | 100        |
| Registrovaná volební účast | Text buňky | Text buňky |

| Hrabství                  | Voliči    | Účast     | Účast (%) | Ano       | Ano (%) | Ne      | Ne (%) | Z toho neplatných |
| ------------------------- | --------- | --------- | --------- | --------- | ------- | ------- | ------ | ----------------- |
| Carlow–Kilkenny           | 104,735   | 68,531    | 65.43     | 38,166    | 56.24   | 29,697  | 43.76  | 668               |
| Cavan–Monaghan            | 99,265    | 56,774    | 57.19     | 28,494    | 50.65   | 27,763  | 49.35  | 517               |
| Clare                     | 81,809    | 48,627    | 59.44     | 28,137    | 58.27   | 20,154  | 41.73  | 336               |
| Cork East                 | 81,534    | 49,532    | 60.90     | 30,383    | 61.70   | 18,845  | 38.30  | 304               |
| Cork North-Central        | 75,263    | 45,059    | 59.87     | 28,479    | 63.77   | 16,182  | 36.23  | 398               |
| Cork North-West           | 62,118    | 38,997    | 62.80     | 22,388    | 57.90   | 16,298  | 42.10  | 311               |
| Cork South-Central        | 92,422    | 59,018    | 63.86     | 38,591    | 65.78   | 20,072  | 34.22  | 355               |
| Cork South-West           | 59,813    | 37,107    | 61.70     | 20,627    | 56.00   | 16,225  | 44.00  | 255               |
| Donegal North-East        | 59,721    | 30,723    | 51.44     | 16,040    | 52.46   | 14,492  | 47.54  | 191               |
| Donegal South-West        | 62,171    | 32,051    | 51.98     | 15,907    | 50.05   | 15,874  | 49.95  | 270               |
| Dublin Central            | 57,193    | 33,163    | 57.98     | 23,861    | 72.37   | 9,108   | 27.63  | 191               |
| Dublin Mid-West           | 67,091    | 42,528    | 63.39     | 29,984    | 70.93   | 12,291  | 29.07  | 253               |
| Dublin North              | 72,523    | 47,743    | 65.83     | 34,494    | 72.61   | 13,009  | 27.39  | 240               |
| Dublin North-Central      | 53,785    | 37,032    | 68.85     | 25,382    | 68.95   | 11,431  | 31.05  | 219               |
| Dublin North-East         | 59,549    | 39,526    | 66.38     | 26,222    | 66.70   | 13,090  | 33.30  | 214               |
| Dublin North-West         | 50,943    | 30,133    | 59.64     | 20,919    | 70.36   | 8,814   | 29.64  | 400               |
| Dublin South              | 103,969   | 70,543    | 69.24     | 49,109    | 69.90   | 21,150  | 30.10  | 284               |
| Dublin South-Central      | 80,406    | 48,690    | 60.56     | 34,988    | 72.28   | 13,418  | 27.72  | 284               |
| Dublin South-East         | 59,376    | 34,452    | 58.02     | 25,655    | 74.91   | 8,594   | 25.09  | 203               |
| Dublin South-West         | 71,232    | 45,169    | 63.41     | 32,010    | 71.27   | 12,901  | 28.73  | 258               |
| Dublin West               | 65,643    | 42,250    | 64.36     | 29,690    | 70.62   | 12,350  | 29.38  | 210               |
| Dún Laoghaire – Rathdown  | 80,176    | 53,762    | 67.05     | 38,284    | 71.62   | 15,168  | 28.38  | 310               |
| Galway East               | 85,900    | 48,110    | 56.01     | 25,389    | 53.28   | 22,265  | 46.72  | 456               |
| Galway West               | 95,180    | 52,521    | 55.18     | 32,037    | 61.50   | 20,053  | 38.50  | 431               |
| Kerry North–West Limerick | 62,523    | 35,769    | 57.21     | 19,678    | 55.45   | 15,808  | 44.55  | 283               |
| Kerry South               | 57,524    | 33,476    | 58.19     | 18,357    | 55.31   | 14,831  | 44.69  | 288               |
| Kildare North             | 79,014    | 49,029    | 62.05     | 33,960    | 69.67   | 14,782  | 30.33  | 287               |
| Kildare South             | 60,384    | 35,272    | 58.41     | 23,199    | 66.17   | 11,861  | 33.83  | 212               |
| Laois–Offaly              | 108,436   | 63,297    | 58.37     | 35,685    | 56.81   | 27,135  | 43.19  | 477               |
| Limerick                  | 64,100    | 37,504    | 58.51     | 20,322    | 54.75   | 16,797  | 45.25  | 385               |
| Limerick City             | 61,421    | 38,881    | 63.30     | 24,789    | 64.15   | 13,855  | 35.85  | 237               |
| Longford–Westmeath        | 87,425    | 47,879    | 54.77     | 25,445    | 53.60   | 22,025  | 46.40  | 409               |
| Louth                     | 102,561   | 61,450    | 59.92     | 38,758    | 63.46   | 22,313  | 36.54  | 379               |
| Mayo                      | 97,296    | 55,929    | 57.48     | 28,801    | 52.02   | 26,566  | 47.98  | 562               |
| Meath East                | 64,956    | 38,767    | 59.68     | 24,525    | 63.62   | 14,025  | 36.38  | 217               |
| Meath West                | 63,649    | 35,821    | 56.28     | 21,374    | 60.10   | 14,189  | 39.90  | 258               |
| Roscommon–South Leitrim   | 59,392    | 36,522    | 61.49     | 17,615    | 48.58   | 18,644  | 51.42  | 263               |
| Sligo–North Leitrim       | 62,031    | 35,842    | 57.78     | 19,043    | 53.57   | 16,502  | 46.43  | 297               |
| Tipperary North           | 62,233    | 40,725    | 62.50     | 22,077    | 54.68   | 18,298  | 45.32  | 350               |
| Tipperary South           | 56,060    | 34,539    | 59.30     | 19,203    | 54.69   | 15,012  | 45.31  | 324               |
| Waterford                 | 79,669    | 47,297    | 59.37     | 28,313    | 60.33   | 18,620  | 39.67  | 364               |
| Wexford                   | 111,474   | 64,450    | 57.82     | 40,692    | 63.59   | 23,298  | 36.41  | 460               |
| Wicklow                   | 94,275    | 64,830    | 68.77     | 44,059    | 68.37   | 20,382  | 31.63  | 387               |
| Celkem                    | 3,206,151 | 1,949,725 | 60.52     | 1,201,607 | 62.07   | 734,300 | 37.93  | 13,818            |

### Reakce

#### Domácí
Sídlo irské vlády Dublin Castle, kde byl výsledek referenda oficiálně oznámen, se otevřelo veřejnosti s obvyklým limitovaným počtem počtem účastníků 2000. Karnevalová atmosféra převládala i několik dní poté, co předčasné výsledky ukazovaly výsledek "ANO". Oslavy a pouliční párty se konaly na několika místech napříč celým Irskem, včetně klubů v dublinské gay čtvrti Pantibar, The George a Dublin Castlu.
Dnešním dnem, kdy jsme většina volili "ano" jsme konečně ukázali pravdou tvář irského lidu – velkorysost, soucitnost, odvážnost a radostnost. Referendum bylo o inkluzivitě a rovnosti, o lásce a doživotním závazku zakotvených ústavou. Lidé promluvili. Řekli ano. Irsko – děkuji Ti," takto zareagoval na výsledek taoiseach Enda Kenny.
Tanáiste Joan Burtonová označila Irsko duhovou zemí a řekla: "Irsko, které je světoznámá jako země duhy a pohádkářů, dnešním dnem přepisuje dějiny. Jeho lid našel odvahu se dát dohromady a zasit ránu diskriminaci tím, že rozšířil právo na manželství na všechny své občany." Ministr zdravotnictví Leo Varadkar se vyjádřil takto: „Pro Irsko je dnešní den historickým mezníkem, jelikož jsme první zemí na světě, která má manželskou rovnost nejen garantovanou v ústavě, ale i podpořenou lidovým hlasováním. Tímto se v očích zbytku světa stáváme baštou rovnosti a svobody. Irové na sebe můžou být hrdí.“
Irové mají ve své DNA něco, co je reaguje na nerovnost. Každopádně tady potvrdili něco, co historicky neakceptovali, a já věřím, že hlasování bylo ku prospěchu naší země při vytváření inkluzivní a rovnostářské společnosti," takhle zareagoval na výsledek Micheál Martin, předseda strany Fianna Fáil a předseda stínové vlády (přesto podporovatel hlasování "ano" zrovna tak jako téměř celá Kennyho vláda i parlamentní opozice v Dáil Éireannu). Nicméně senátorka Averil Powerová po výsledku odešla ze strany Fianna Fáil s tím, že většina jejích členů i senátorů se odmítala tak aktivně podílet na kampani za hlasování pro, a že celá ta kampaň byla postavená na cynismu a zbabělosti.
Gerry Adams, předseda Sinn Féin řekl: "Dostáváme se do nové éry rovnosti, a proto se tento den se stává pro Irsko významným."
Senátor, gay veterán a aktivista za občanská práva David Norris, byl jednou z klíčových figur v boji za dekriminalizaci homosexuality řekl: "Sice trochu s opožděním, ale přesto mě to potěšilo. Jak už jsem jednou řekl. Strávil jsem tolik času na stavbě pomyslné lodi, že jsem zapomněl myslet na sebe. Nyní je to celé dokončené a já se konečně můžu s potěšením dívat na to, jak se vydává na širé moře."
Katherine Zapponeová, první otevřeně lesbická členka Oireachtasu, se znovu provdala za svojí manželku na palubě letadla.
Diarmuid Martin, římskokatolický dublinský arcibiskup, řekl pro RTÉ, že církev odnepaměti musí respektovat skutečnost. Je mi potěšením sledovat, jak se dnes gayové a lesby cítí. To, co cítí, je něčím, co obohacuje jejich životní styl, což já považuji za sociální revoluci. Ptám se sám sebe, jak mohla tak drtivá většina mladých lidí hlasujících pro studovat 12 let na katolických školách. Podle mého názoru se jedná o velkou výzvu, s níž by se měla církev umět vypořádat. Toť je má zpráva pro ní," řekl Martin.
Irská církev vydala prohlášení s následujícím obsahem: "Definici manželství jako svazku muže a ženy neprolomí ani výsledek tohoto referenda. Arcibiskupové a biskupové jsou povoláni k zachovávání veřejné velkorysosti, a to jak těch pro něž výsledek referenda znamená triumf, tak i těch, pro něž znamená katastrofu."
Irská presbyteriánská církev řekla: "Cítíme hluboké zklamání a smutek nad tím, že naše ústava přestává reflektovat historický křesťanský pohled na manželství, jakožto jedinečného svazku jednoho muže a jedné ženy.

#### Zahraniční
- Spojené národy - Generální tajemník OSN Ban Ki-moon, který si vyzvedával v irském Tipperary Cenu míru, nazval výsledek referenda mimořádným historickým mezníkem a řekl: "Výsledek vysílá důležitou zprávu do světa: Všichni lidé jsou oprávněni užívat svých lidských práv bez ohledu na to, kým jsou a koho milují.[105]
- Austrálie – Australští aktivisté za manželskou rovnost vyjádřili naději, že výsledek irského referenda bude mít pozitivní vliv na diskusi o manželské rovnosti v Austrálii. Australský vůdce opozice Bill Shorten se zeptal: "Když Irové hlasovali pro manželskou rovnost, je nutné si položit otázku, proč s tím má premiér Tony Abbott problém? Nicméně oba se nakonec shodli na tom, že by tuto otázku měl řešit spíš federální parlament, než lid.[106]
- Kanada – Polická scéna v Kanadě, která legalizovala stejnopohlavní manželství v r. 2005, výsledek uvítala a pogratulovala Irům; včetně ontarijské premiérky Kathleen Wynneové, první otevřeně homosexuální političky v Kanadě a federálního vůdce opozice Toma Mulcaira.[107]
- Německo – Německé opoziční strany vyzvaly spolkovou kancléřku Angelu Merkelovou a její vládní koalici, aby zvážily legalizaci stejnopohlavního manželství. Katrin Göringová-Eckardtová, spolu-předsedkyně Zelených ve Spolkovém sněmu řekla: "Už je čas, Frau Merkel", irské hlasování vyslalo velký signál, že stejná lásku zaslouží stejný respekt. Jsem přesvědčená, že jej Německo hodlá brzy následovat. Jens Spahn, římský katolík, a první otevřeně homosexuální člen vládnoucí strany Angely Merkelové CDU řekl: "To, co katoličtí Irové udělají, můžeme udělat i my."[108]
- Itálie – Italský premiér Matteo Renzi byl citován deníkem La Repubblica s uvedením, že debatu na téma registrovaného partnerství v Itálii by mohlo irské referendum oživit. Předseda Demokratické strany Roberto Speranza a předsedkyně Poslanecké sněmovny Laura Boldrini Irsku žehnali a vyzvali Itálii, aby jej následovala.[109]
- Spojené království – Britský premiér David Cameron se k referendu na svých webových stránkách vyjádřil takto: "Srdečně blahopřeji irskému lidu, který si dnes sám dobrovolně odhlasoval stejnopohlavní manželství. Je to již rok od té doby, co jsme se rozhodli i my přijmout zákon o stejnopohlavních občanských sňatcích a vyslat jasnou zprávu - jste si rovni bez ohledu na to, zda jste jiní či homosexuálové."[110] Výsledek referenda se setkal s podporou i u dalších politiků napříč celým spektrem [111], včetně členů Dolní sněmovny Spojeného království za Konzervativní stranu, Skotskou národní stranu, Plaid Cymru, Sociálně demokratickou a pracovní stranu a Labouristickou stranu.[112] Několik málo komentářů od osobností jako je Saeed Kamali Dehghan a Ronan Marron argumentovalo, že získání většiny v referendu pro získání či odepření základních práv menšiny je z principu špatné, a že se může stát nebezpečným precedentem pro méně vstřícné země.[113][114] Na to zase reagoval Michael Angland se slovy, že 'taková konverzace s národem' je mnohem účinnějším prostředkem boje s předsudky, než 'zákony vynucené parlamentní cestou'.[115]
  -  Severní Irsko – Severoirský vicepremiér Martin McGuinness požadoval vypsání podobného referenda i v Severním Irsku.[116] Politici z několika stran jako je Alianční strana Severního Irska a Sociálně demokratické a pracovní strany výsledek rovněž ocenily.[117] V den, kdy byl výsledek oznámen, se severoirská pobočka Amnesty International rozhodla uspořádat v Belfastu pochod na den 13. června s požadavkem legalizace stejnopohlavního manželství na Severu. Její programový ředitel nazval Severní Irsko poslední částí britských ostrovů, která ještě plně nezrovnoprávnila homosexuály.[117] Nicméně většina posledních čtyř pokusů o manželství se v severoirském parlamentu setkala pouze s podporou unionistů.[117] Podle Velkopáteční dohody je potřeba většinové podpory napříč celou komunitou jak unionistů, tak i nacionalistů. Asi 30 zákonodárců zaštítilo petici zaslanou mluvčímu Národního shromáždění.
  -  Skotsko – Skotská premiérka Nicola Sturgeonová napsala na svém twitterovém účtu "Už je to potvrzené. Dobře, Irové!. Vsadím se, že dnes večer budou dublinské hospody a restaurace praskat ve švech. Jak krásná představa. Oslavuj, Irsko."
- USA – Výsledek se setkal s přijetím mnoha Demokratů, včetně viceprezidenta Joe Bidena; kandidátů na amerického prezidenta za Demokratickou stranu, bývalé první dámy, bývalé ministryně zahraničí Hillary Clintonové, velvyslankyně USA při OSN a etnické Irky Samanthy Powerové a bývalého prezidentského kandidáta Martina O'Malleyho.[118]
- Vatikán – Vatikánský kardinál státní sekretář Pietro Parolin řekl, že výsledek irského referenda je útokem na lidskou přirozenost, a že je jím hluboce zarmoucen. Církev se k tomu musí postavit odpovídajícím způsobem, a to posílením evangelizace. Podle mého názoru už tady nejde o pouhé bourání křesťanských principů, nýbrž o likvidaci samotné podstaty lidství.